# NGC 7756
NGC 7756 — звезда в созвездии Рыбы.
Этот объект входит в число перечисленных в оригинальной редакции «Нового общего каталога».